# イイルクーン
イイルクーン（Yyrkoon）は、フランスのデスメタルバンドである。基本的にデスメタル、デスラッシュにカテゴライズされるが、中期はメロディックデスメタルの要素が強かった。バンド名は、マイケル・ムアコックのファンタジー小説『エターナル・チャンピオンシリーズ』の一つ『エルリック・サーガ』の主人公エルリックの従弟で仇敵のイイルクーンから。

## 略歴
1995年にステファンヌ・ステラン (Lead G, Key)、ローラン・アルアー (Dr)、ポール・バナ (G, Vo)、セバスティアン・キャロン (B)によって結成。当初の音楽性は、ヘヴィメタルとブラックメタルのミックスであった。また、歌詞のテーマがオカルティズム、ホラー、ファンタジーに決まった。翌1996年に1stデモCD『Oath, Obscure, Occult』をリリース。
デモをきっかけに1997年に、ヴェルヴェット・ミュージック・インターナショナルと契約した。モチベーションの差が原因でポール・バナ、セバスティアン・キャロンが脱退し、クリストファー・ローレン (B)と、ジェローム・バロワン (Lead G)が加入。また、ステファンヌ・ステランがボーカル兼ギターに転向しキーボーディストとしてステファンヌ・ステランの旧友のジョーフレ・ゴーティエ (Key)が加入する。1998年に1stアルバム『Oniric Transition』をリリースし、デビューする。デビュー後、ジェローム・バロワンが脱退。
その後、ヴェルヴェット・ミュージック・インターナショナルとの契約が切れたため、新たなレーベル契約を目的に1stEP『Forgotten Past』を2000年にリリース。その後、空席だったギタリストにフランソワ・ファレンバン (G)が加入するも、モチベーションの問題からクリストファー・ローレンが脱退する。この脱退を受けて、ヴィクトリエン・ヴィルシェ (B)が加入。アンヴィル・プロダクションと契約し、2ndアルバム『Dying Sun』をリリース。同アルバムはキングレコードから日本盤がリリースされ、日本デビューを果たした。この頃には、典型的デスメタルから、メロディックデスメタルに近い音楽性に変化していた。
2003年から3rdアルバムの作成に取り掛かるが、フランソワ・ファレンバンの演奏に満足できないことと、ステファンヌ・ステランがキーボードを用いない以前のブルータルなスタイルへ戻ることを望んだことから、フランソワ・ファレンバンが脱退し、ジョーフレ・ゴーティエがギタリストに転向した。3rdアルバムのレコーディングに取り掛かるが、ローラン・アルアーが個人的な問題などで録音に参加できなかったため、ソイルワーク等での活動でも知られるダーク・ヴェルビューレン (Dr)をセッションメンバーに録音する。2004年に3rdアルバム『Occult Medicine』をリリース。同アルバムは、オスモス・プロダクションからリリースされた。
その後、ローラン・アルアーが復帰して、2006年に4thアルバム『Unhealthy Opera』をリリース。2007年初めに、ジョーフレ・ゴーティエが解雇され、ニクラウス・バーゲンがギタリストのセッションとして参加した。しかしそれから程なくして、さまざまな要因からモチベーションを失ったことを理由にステファンヌ・ステランがバンドを脱退する意思を示したため、最終的にバンド活動を休止した。しかし、結局活動再開することなく、解散した。

## メンバー

### 解散時（活動停止時）のメンバー
- ステファンヌ・ステラン (Stéphane Souteryrand) - ボーカル・リードギター (1995 - 2007)

結成当初は、ギターとキーボード担当。その後、ボーカル兼ギターになった。2007年の活動休止前に脱退の意思を示している。
- ヴィクトリエン・ヴィルシェ (Victorien "Victo" Vilchez) - ベース (2000 - 2007)
- ローラン・アルアー (Laurent Harrouart) - ドラム (1995 - 2003, 2004 - 2007)

### 元メンバー
- ポール・バナ (Paul Banas) - ギター・ボーカル (1995 - 1997)
- ジェローム・バロワン (Jérôme Barouin) - リードギター (1997 - 1999)
- フランソワ・ファレンバン (François Falempin) - ギター (2000 - 2003)
- ジョーフレ・ゴーティエ (Geoffrey "Jeff" Gautier) - ギター (1997 - 2007)

2ndアルバムまでは、キーボードを担当。3rdアルバムからギターを担当した。
- セバスティアン・キャロン (Sébastien Caron) - ベース (1995 - 1997)
- クリストファー・ローレン (Kristofer Lorent) - ベース (1997 - 2000)

### セッションメンバー
- ダーク・ヴェルビューレン (Dirk Verbeuren) - ドラム

3rdアルバム『Occult Medicine』に参加。ソイルワーク、スカーヴで活動。ナグルファー、リザンクシアにもセッション参加したことがある。
- ニクラウス・バーゲン (Nicklaus Bergen) - ギター[3]

2007年のライブ数本に参加。

## ディスコグラフィ
- 1996年 Oath, Obscure, Occult… (デモ)
- 1998年 Oniric Transition
- 2000年 Forgotten Past (EP)
- 2002年 Dying Sun
- 2004年 Occule Medicine
- 2006年 Unhealthy Opera